# Issus pallipes
Issus pallipes är en insektsart som beskrevs av Lucas 1853. Issus pallipes ingår i släktet Issus och familjen sköldstritar. Inga underarter finns listade i Catalogue of Life.